# Tethinidae
Famille
Synonymes
- Canacidae Jones, 1906[1],[2]

Les Tethinidae sont une famille de diptères muscomorphes.

## Liste des sous-familles
Selon ITIS (7 juin 2019) :
- sous-famille des Pelomyiinae
- sous-famille des Tethininae  (genres : Masoniella...)